# Ростислав Мстиславич (князь Берестейський)
Ростислав Мстиславич (? - 1 жовтня 1093) - удільний Берестейський князь, син князя Мстислава Ізяславича, онук Великого князя Київського Ізяслава І Ярославича. 
Є першим відомим удільним Берестейським князем. Син князя Новгородського Мстислава Ізяславича, старшого  сина  Великого  князя  Київського Ізяслава Ярославича, котрого отруїли 1069 року, після придушення ним повстання в Києві проти влади Великого князя Ізяслава.
Достеменно не відомо коли саме отримав свій Берестейський уділ Ростислав Мстиславич, але дослідники стверджують, що вже до 1087 року він був на Берестейщині.  Помер (або  був  вбитий) 1  жовтня 1093 року.